# Серце Бонівура (фільм)
«Серце Бонівура» — радянський чотирисерійний історико-революційний фільм про становлення Радянської влади на Далекому Сході і в Примор'ї, знятий режисером Марком Орловим за однойменним романом Дмитра Нагішкина на Кіностудії ім. О. Довженка в 1969 році. 
Прототипом головного героя послужив комсомолець-партизан Віталій Баневур. У фільмі використані документальні кадри й фонограма ювілейної маніфестації, присвяченої 50-річчю ВЛКСМ. Прем'єра фільму відбулася на Першій програмі Центрального телебачення 21 жовтня 1969 року, до Дня народження комсомолу. 23 лютого 1971 року на екрани вийшла двосерійна кіноверсія картини, прем'єра якої була приурочена до 53-ї річниці Збройних сил СРСР.

## Сюжет
Владивосток, 1922 рік. Підпільники влаштували втечу заарештованих контррозвідкою товаришів. Серед організаторів — комсомолець Віталій Бонівур, за голову якого призначено велику винагороду. Сам Бонівур під прізвищем Антонов влаштовується в залізничне депо й агітує робітників саботувати військові поставки. У майстернях стоять майже готові вагони японського бронепоїзда. Бонівур за допомогою ремонтників підпалює склад, підклавши вибухівку під цистерну з паливом. Після успішної акції міське підпілля йде в тайгу до партизанів. Молодь із загону Топоркова під виглядом сільських жителів влаштовує зухвалий наліт на сусіднє село, де стоять білі. На очах у п'яної охорони вони викрали офіцера разом з фельдшером і доставили їх на базу. Командир партизанів отримує наказ про з'єднання з іншими загонами, для укрупнення сил напередодні наступу Народно-революційної армії. На місці залишилася нечисленна група захисників. Користуючись нагодою, козача сотня, за доносом фельдшера-втікача, висунулася в розташування партизанського загону і після нерівного бою захопила село. Місцеві жителі, які допомагали партизанам, і делегати з'їзду бідноти, що проходив цього часу, були піддані екзекуції. Бонівура і полоненого зі зброєю в руках літнього комуніста білі зв'язали і взяли з собою. Посланий в погоню кінний загін не встиг виручити товаришів. Після жорстоких тортур полонені були страчені відступаючими козаками.

## У ролях
- Лев Пригунов —  Віталій Бонівур
- Борис Чирков —  Стороженко
- Іван Переверзєв —  Жилін, старий селянин
- Віктор Коршунов —  Борис Любанський
- Петро Глєбов —  ротмістр Караєв
- Лілія Дзюба —  Настя Насєдкіна
- Майя Булгакова —  Глафіра Насєдкіна, мати Насті
- Євген Буренков —  Афанасій Іванович Топорков
- Герман Колушкін —  Микола Чекерда
- Павло Волков —  Вєрхотуров
- Тамара Королюк —  Ніна, підпільниця
- Анатолій Юрченко —  Альоша Пужняк, підпільник
- Галина Гальченко —  Таня, його сестра
- Юрій Лавров —  генерал Михайло Костянтинович Дітеріхс
- Володимир Дальський —  Тачибана
- Сергій Курилов —  Марков
- Георгій Куликов —  Паркер
- Володимир Ємельянов —  Багров
- Володимир Волчик —  Іванцов
- Віктор Кондратюк —  Кузнецов, сільський фельдшер
- Віктор Чекмарьов —  Чувалков, баптист, крамар
- Микола Кузьмін —  Іван Ніканорич Лозовой
- Євген Гвоздьов —  Сєва Циганков  (озвучив актор  Павло Морозенко)
- Валерій Бессараб —  кадет
- Петро Вескляров —  Андрій Іванович, годинникар
- Петро Любешкін —  Шишкін
- Лаврентій Масоха —  Бураковський
- Іван Матвєєв —  Петро Ласточкін
- Лев Перфілов —  Лисянський, вантажник «офіцерської артілі»
- Вадим Голик —  білий офіцер
- Ігор Стариков —  білий офіцер
- Дмитро Франько —  білий офіцер  (озвучив актор  Павло Морозенко)
- Маріанна Стриженова —  Надія Петрівна Перовська
- Микола Задніпровський — епізод
- Костянтин Артеменко — епізод
- Ігор Безгін — епізод
- Борис Болдиревський — епізод
- Леонід Данчишин — епізод
- Валентин Кобас — епізод
- В'ячеслав Криштофович — епізод
- Семен Ліхогоденко — епізод
- Алім Федоринський — епізод
- Василь Хорошко — епізод
- Юрій Ігнатенко — епізод
- Юрій Непша — епізод
- Віктор Плотников — епізод
- Борис Романов — епізод
- Петро Філоненко — епізод
- Леонід Чініджанц — епізод
- Леонід Бойко — епізод
- В. Галєєв — епізод
- Вадим Дмитрюк — епізод
- Ірина Дука — епізод
- А. Журавльов — епізод
- Анатолій Іванов — епізод
- В. Карцев — епізод
- Ф. Корж — епізод
- В. Костенко — епізод
- Лілія Максименко — епізод
- Валерій Мотренко — епізод
- В. Ніколаєв — епізод
- Марина Огурцова — епізод
- В. Поляков — епізод
- Валерій Поета — епізод
- А. Хмелевських — епізод
- Лариса Хоролець — епізод
- Василь Шемберко — епізод
- Б. Шунькіна — епізод

## Знімальна група
- Автор сценарію:  Андрій Шемшурін
- Режисер-постановник:  Марк Орлов
- Оператор-постановник:  Вадим Верещак
- Композитор:  Оскар Сандлер,  Дмитро Клебанов
- Художник-постановник:  Олексій Бобровников
- Режисер: Олександр Козир
- Оператор: М. Сергієнко
- Звукооператори: Микола Медведєв, Георгій Парахніков
- Симфонічний оркестр Українського радіо, диригент — Веніамін Тольба, Ігор Ключарьов
- Художник-декоратор: В. Кашин
- Художник по костюмах: Ольга Яблонська
- Художники-гримери: Олексій Матвєєв, Олена Парфенюк
- Монтаж: Тамара Сердюк
- Редактор: В. Сіліна
- Майстер по світлу: В. Чернишенко
- Асистенти режисера: М. Шарц, В. Чорноліх
- Асистенти оператора: А. Льон, П. Соколовський
- Військовий консультант: генерал-лейтенант Микола Осліковський
- Консультанти: М. М. Фролкін, С. А. Здесенко
- Директор: Борис Жолков